# Cicleto
Cicleto es un personaje creado por Themo Lobos para la revista de historieta cómica chilena "Barrabases", cuyo formato es de una tira cómica que cuenta un chiste.
Cicleto es un ciclista calvo y con una larga nariz, y al igual que Cucufato y Máximo Chambónez, también del mismo autor, nada le sale bien. Siempre se empeña a entrenar para las carreras de ciclismo, pero luce más sus torpezas que su destreza en cada historia.
- Datos: Q5768802